# Estadi de la Copa del Món de Daejeon
L'Estadi de la Copa del Món de Daejeon (també conegut com a Purple Arena) és un estadi de futbol ubicat en la ciutat de Daejeon, a Corea del Sud.
És un dels estadis on es va disputar la Copa del Món de futbol 2002, jugant-se tres partits, dos de la primera fase i un de vuitens de final.